# Sosnowka (Tambow, Sosnowski)
Sosnowka (russisch Сосно́вка) ist eine Siedlung städtischen Typs in der Oblast Tambow in Russland mit 9189 Einwohnern (Stand 14. Oktober 2010).

## Geographie

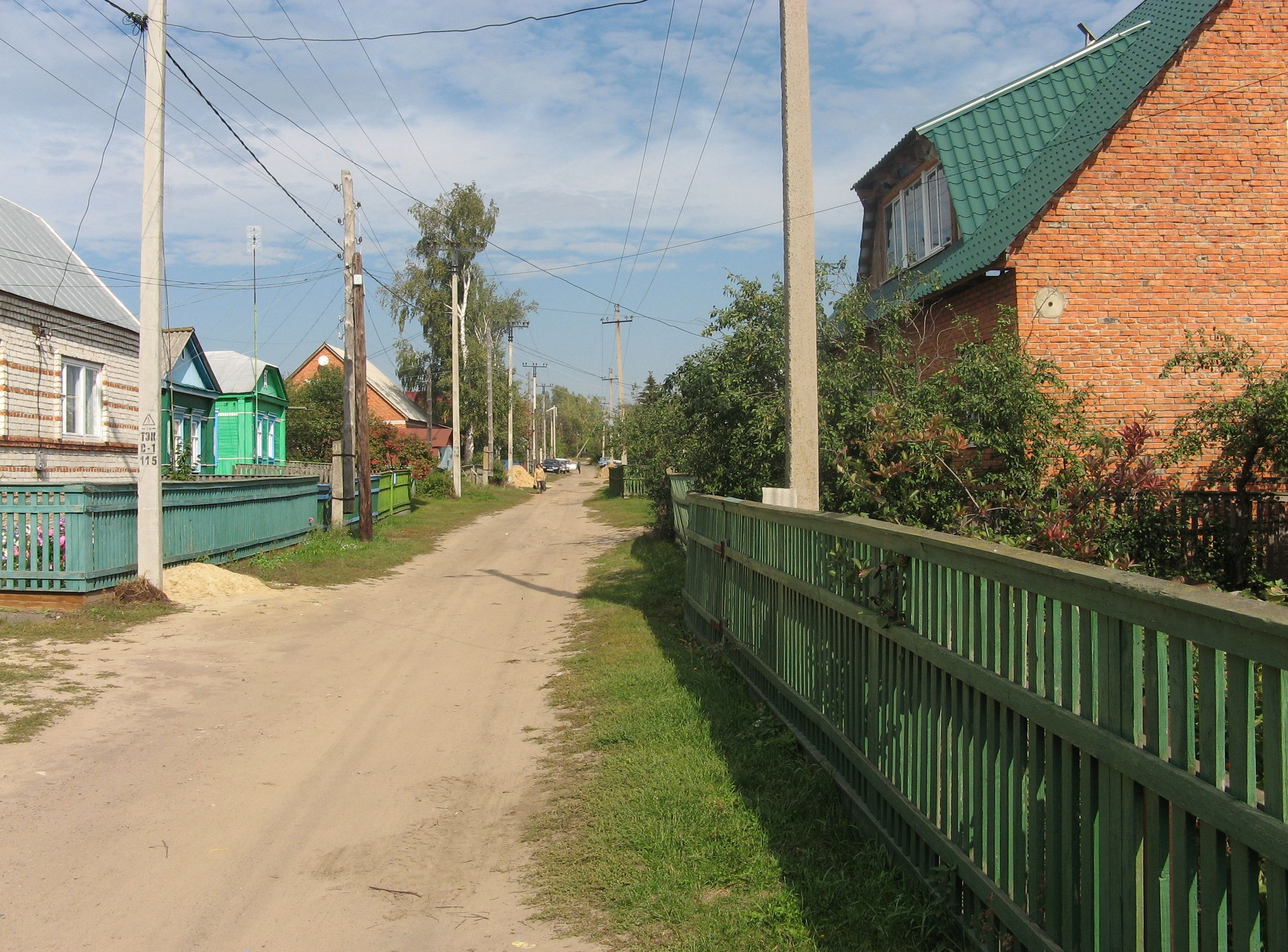
Nebenstraße in Sosnowka

Der Ort liegt gut 50 km Luftlinie nördlich des Oblastverwaltungszentrums Tambow an der Tschelnowaja, einem linken Nebenfluss der Zna.
Sosnowka ist Verwaltungszentrum des Rajons Sosnowski sowie Sitz der Stadtgemeinde (gorodskoje posselenije) Sosnowski possowet, zu der außerdem die Dörfer Alexandrowka (12 km nordnordöstlich), Kosmatschowka (9 km nördlich), Marinowka (10 km nordnordwestlich) und Wirjatino (9 km südöstlich) gehören.

## Geschichte
Der Ort wurde 1640 von Umsiedlern aus dem Gebiet um Rjasan, Schazk und Skopin gegründet. Bis ins 19. Jahrhundert entwickelte er sich zu einem regional bedeutsamen Wirtschaftszentrum, sodass gegen Ende des Jahrhunderts eine Eisenbahnstrecke herangeführt wurde.
Am 16. Juli 1928 wurde Sosnowka Verwaltungssitz eines neu geschaffenen, nach ihm benannten Rajons. Seit dem 30. November 1966 besitzt der Ort den Status einer Siedlung städtischen Typs.

### Bevölkerungsentwicklung
| Jahr | Einwohner |
| ---- | --------- |
| 1939 | 7.755     |
| 1959 | 7.128     |
| 1970 | 8.824     |
| 1979 | 10.578    |
| 1989 | 11.814    |
| 2002 | 10.791    |
| 2010 | 9.189     |

Anmerkung: Volkszählungsdaten

## Verkehr
In Sosnowka befindet sich die nach dem Fluss benannte Bahnstation Tschelnowaja, Endpunkt einer 1895 eröffneten, 84 km langen Nebenstrecke von Perwomaiski (Station Bogojawlensk) an der Strecke Moskau – Rjasan – Woronesch.
Etwa 15 km östlich führt die der Zna folgende Regionalstraße Tambow – Morschansk – Schazk (ehemals A143) vorbei.